# NGC 3977
NGC 3977 (другие обозначения — NGC 3980, UGC 6909, MCG 9-20-34, ZWG 269.17, PGC 37497) — галактика в созвездии Большая Медведица.
Этот объект занесён в новый общий каталог несколько раз, с обозначениями NGC 3977, NGC 3980.
Этот объект входит в число перечисленных в оригинальной редакции «Нового общего каталога».
В галактике вспыхнула сверхновая SN 1946A, её пиковая видимая звездная величина составила 18,0.
В галактике вспыхнула сверхновая SN 2006gs типа II, её пиковая видимая звездная величина составила 17,0.